# Peal de Becerro
Peal de Becerro ist ein kleines Bergstädtchen und eine aus dem Hauptort, drei Dörfern (Hornos, Toya und Sierra de El Almicerán) sowie mehreren Weilern (aldeas) und Einzelgehöften bestehende Gemeinde (municipio) mit insgesamt 5.276 Einwohnern (Stand: 2024) im Süden der Provinz Jaén in der autonomen Region Andalusien.

## Lage
Peal de Becerro liegt teilweise im Naturpark Sierras de Cazorla, Segura y Las Villas in einer Höhe von ca. 550 m ü. d. M. Die Entfernung zur Provinzhauptstadt Jaén beträgt knapp 70 km (Fahrtstrecke) in westsüdwestlicher Richtung. Das Klima im Winter ist gemäßigt, im Sommer dagegen warm bis heiß; die geringen Niederschlagsmengen (ca. 664 mm/Jahr) fallen – mit Ausnahme der nahezu regenlosen Sommermonate – verteilt übers ganze Jahr.

## Bevölkerungsentwicklung
| Jahr      | 1970  | 1980  | 1990  | 2000  | 2010  | 2020  |
| Einwohner | 5.299 | 5.716 | 5.357 | 5.442 | 5.550 | 5.330 |

## Sehenswürdigkeiten
- Kirche Unserer Lieben Frau
- Torre Reloj (Uhrturm)
- Turm Mocha
- Rathaus

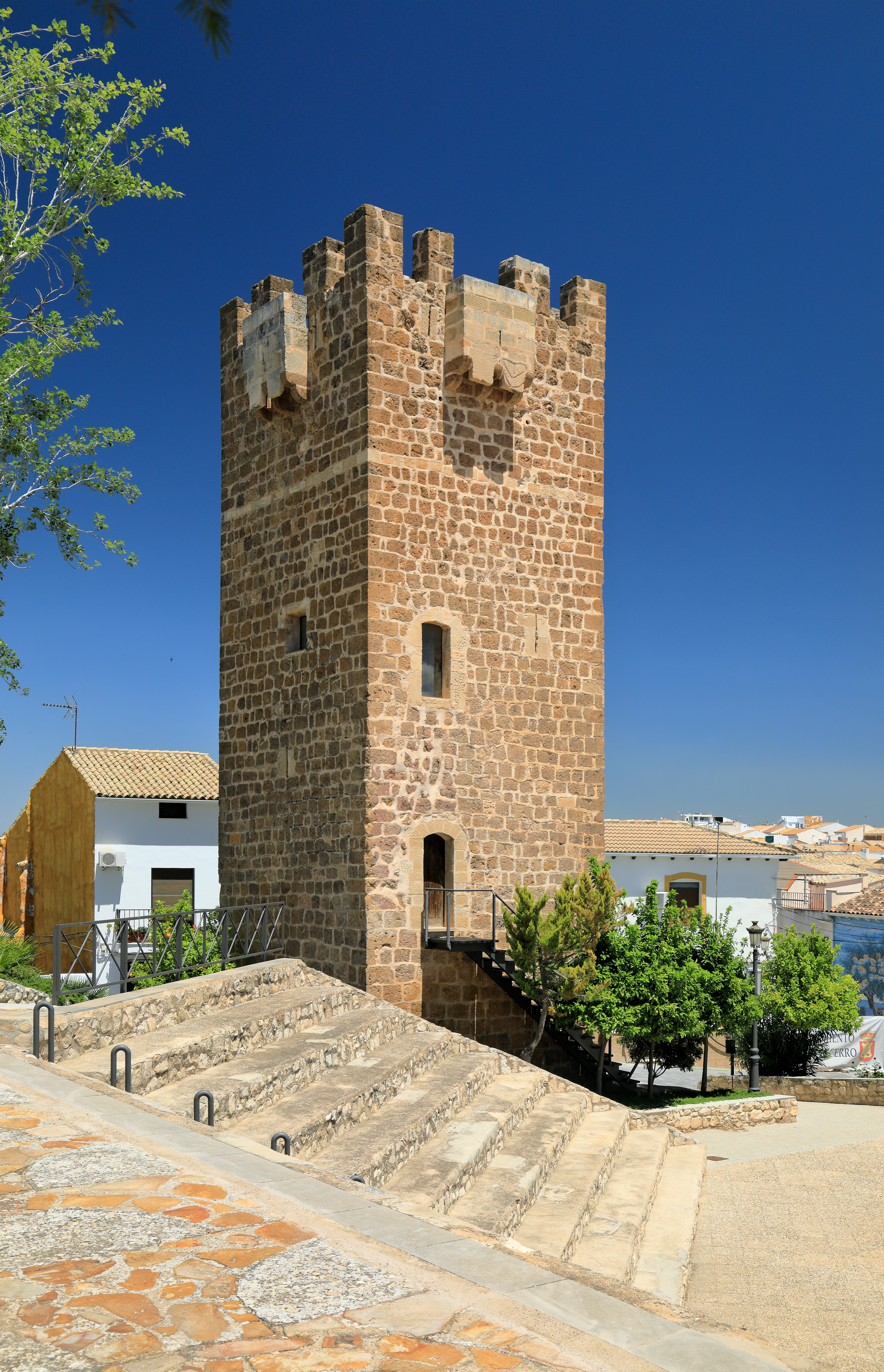
Torre Reloj
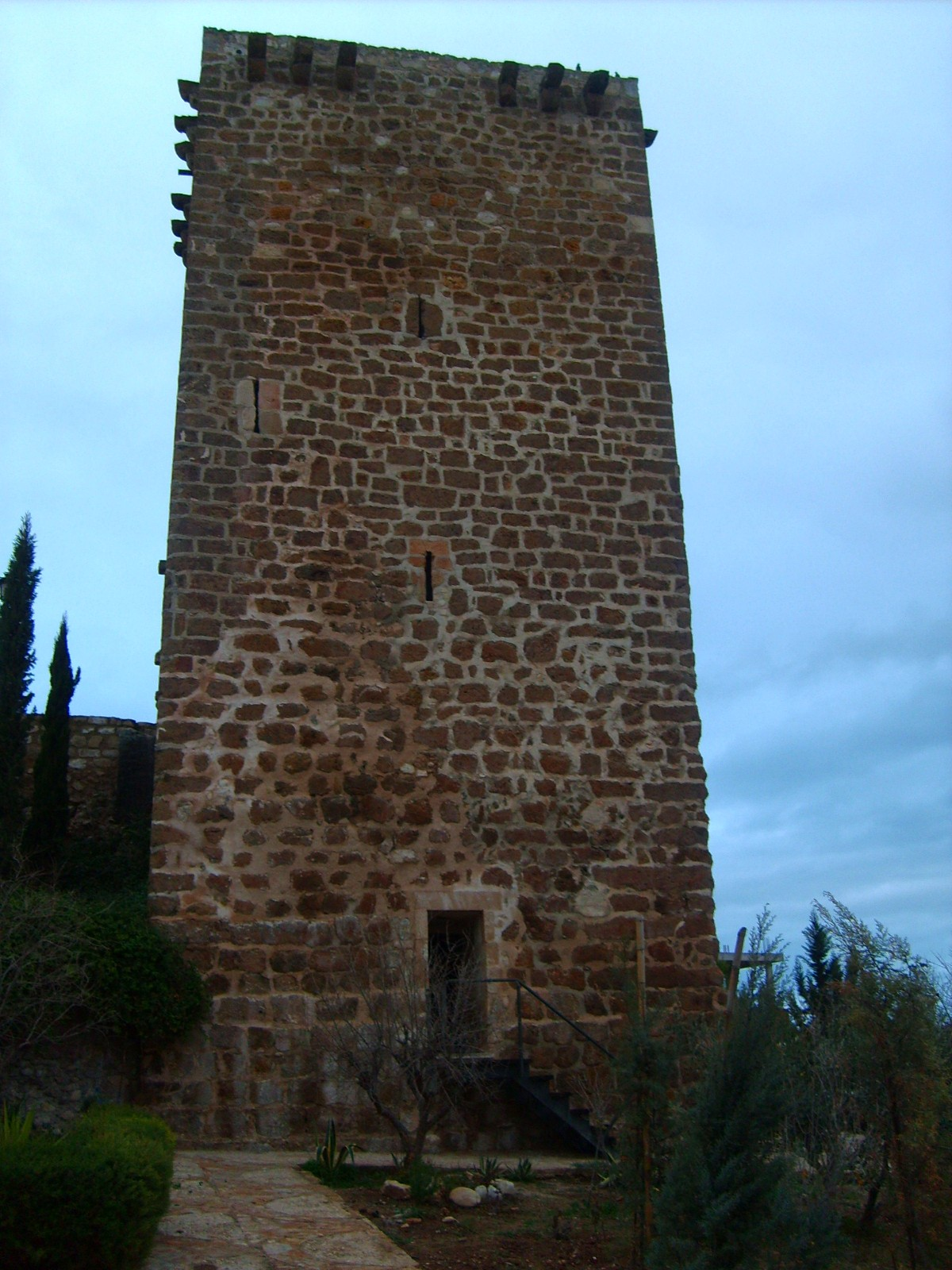
Turm Mocha
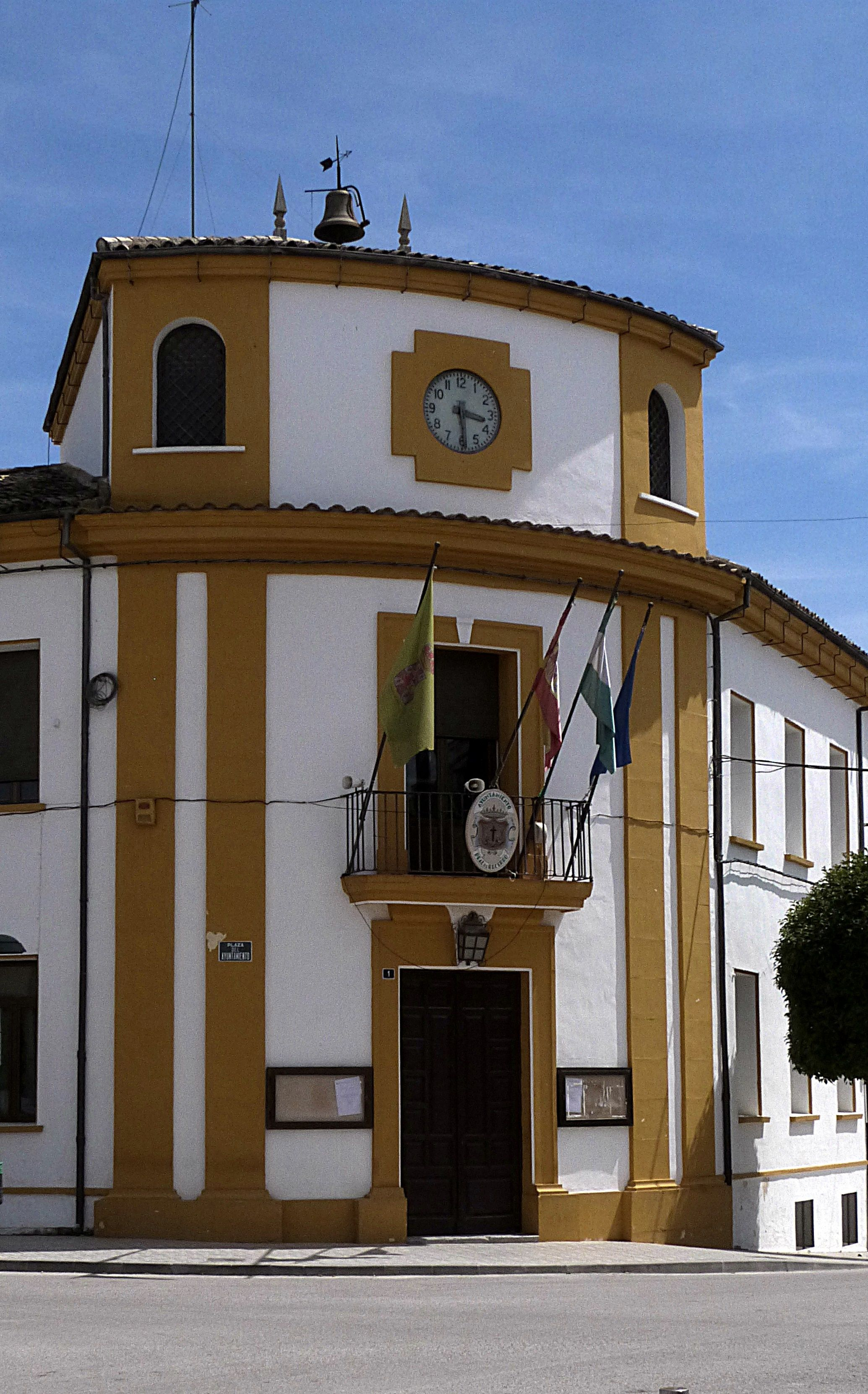
Rathaus

## Gemeindepartnerschaft
Mit der spanischen Gemeinde Calaceite in der Provinz Terruel (Aragon) besteht seit 2018 eine Partnerschaft.